# Distribution angulaire
Une distribution angulaire est un champ scalaire non-négatif défini sur la sphère unité et appartenant à l'espace {\displaystyle {\mathcal {L}}^{p}}. Il définit les propriétés angulaires d'une quantité physique définie dans toute direction ou simplement un ensemble de directions.

## Sphère unité
La sphère unité est une 3-sphère de rayon unitaire ou, en topologie, la variété topologique de dimension 2 
{\displaystyle S^{2}=\{\mathbf {x} \in \mathbb {R} ^{3}\;:\;||x||=1\}}
On la représente le plus souvent par un vecteur unitaire Ω dont la direction est donnée par les coordonnées sphériques (θ,Φ)
{\displaystyle {\boldsymbol {\Omega }}={\begin{pmatrix}\cos \phi \sin \theta \\\sin \phi \sin \theta \\\cos \theta \end{pmatrix}}\,,\,\,0\leq \phi <2\pi \;,\;\;0\leq \theta <\pi }
Dans cet espace on peut définir une distance géodésique {\displaystyle d(\mathbf {\Omega } ,\mathbf {\Omega } ')=\arccos \,({\boldsymbol {\Omega }}\cdot {\boldsymbol {\Omega }}')}.
La mesure de Lebesgue {\displaystyle \mathrm {d} \Omega =\sin \theta \,\mathrm {d} \theta \,\mathrm {d} \phi } est invariante par rotation. Sa masse vaut {\displaystyle \int _{S^{2}}\mathrm {d} \Omega =4\pi }.
Une définition alternative couramment utilisée est obtenue en posant {\displaystyle \mu =\cos {\theta }}. On a alors
{\displaystyle \Omega ={\begin{pmatrix}{\sqrt {1-\mu ^{2}}}\cos {\phi }\\{\sqrt {1-\mu ^{2}}}\sin {\phi }\\\mu \end{pmatrix}}\,,\quad \mathrm {d} \Omega =\mathrm {d} \mu \,\mathrm {d} \phi }
On peut être amené à restreindre l'espace à un hémisphère lorsque l'on étudie une condition aux limites mathématique ou physique (par exemple les propriétés d'une surface). Certains modèles d'approximation physique utilisent les octants (1/8ème de la sphère). Enfin l'approximation numérique fait appel au découpage en N segments (δθ, δΦ) (par exemple la méthode SN en transfert radiatif ou la segmentation de données statistiques).
On peut généraliser la théorie à une hypersphère.

## Manipulations des distributions angulaires

### Cas particuliers
Les cas extrêmes sont 
| - l'isotropie | {\displaystyle L({\boldsymbol {\Omega }})=L_{0}}                                               |
| - le faisceau | {\displaystyle L({\boldsymbol {\Omega }})=L_{0}\,\delta ({\boldsymbol {\Omega -\Omega }}_{0})} |
où L0 et Ω0 sont des constantes et δ la distribution de Dirac.

### Représentation
Le problème de la représentation d'une distribution angulaire est celui de la projection stéréographique. C'est par exemple le cas de la représentation de la sphère céleste.

### Approximation
Toute distribution angulaire se décompose en harmoniques sphériques ou, dans le cas d'une distribution à symétrie de révolution, en polynômes de Legendre. Les harmoniques sphériques sont naturelles dans ce problème puisqu'elles sont les vecteurs propres de l'opérateur de Laplace-Beltrami sur la sphère unité, donc le pendant des fonctions trigonométriques pour le laplacien ordinaire.
On peut également utiliser les polynômes de Zernike ou les ondelettes sphériques, projetés sur la sphère unité. Dans les deux cas on opère une dilatation stéréographique (l'inverse d'une projection stéréographique), opération qui peut s'effectuer de plusieurs façons.

### Moments d'une fonction aléatoire

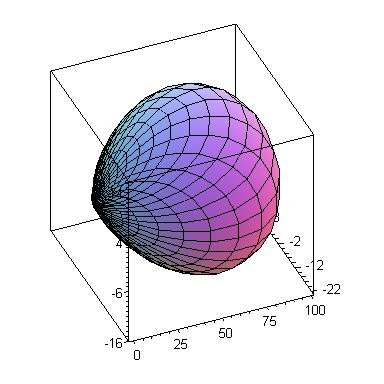
Distribution angulaire de Von Mises–Fisher

Soit la fonction fonction aléatoire g(Ω) telle que {\displaystyle \int _{S^{2}}g({\boldsymbol {\Omega }})\,\mathrm {d} \Omega =1}.
La direction moyenne m est donnée par
{\displaystyle \mathbf {m} ={\frac {\mathbf {M} }{M}}}  avec {\displaystyle \mathbf {M} =\int _{S^{2}}g({\boldsymbol {\Omega }})\,{\boldsymbol {\Omega }}\,\mathrm {d} \Omega }
On généralise les moments d'une distribution statistique définie dans l'espace euclidien usuel de la façon suivante
| écart-type       | {\displaystyle m_{1}=\int _{S^{2}}g({\boldsymbol {\Omega }})\,d({\boldsymbol {\Omega }},\mathbf {m} )\,\mathrm {d} \Omega }     |
| moment d'ordre n | {\displaystyle m_{n}=\int _{S^{2}}g({\boldsymbol {\Omega }})\,d({\boldsymbol {\Omega }},\mathbf {m} )^{n}\,\mathrm {d} \Omega } |
L'étude des distributions angulaires statistiques fait également appel à des fonctions standard adaptées à un problème donné. Dans ce cas on s'intéressera plutôt aux moments d'inertie de la distribution.
Dans le cas d'une distribution à symétrie de révolution on utilise communément le facteur d'asymétrie
{\displaystyle a=2\pi \int _{-1}^{1}\mu g(\mu )\mathrm {d} \mu \,,\qquad \mu =\cos(\theta )}

### Moments tensoriels en physique
Au lieu du moment d'ordre 1 ci-dessus on introduit le tenseur suivant, calculé à partir de la distribution angulaire f(Ω)
{\displaystyle {\mathsf {P}}=\int _{S^{2}}f({\boldsymbol {\Omega }})\,{\boldsymbol {\Omega }}\otimes {\boldsymbol {\Omega }}\,\mathrm {d} \Omega }
{\displaystyle \otimes } est l'opérateur produit tensoriel. La trace de ce tenseur est l'écart-type m1 ci-dessus, moyennant une rotation du repère.
On donne des exemples ci-dessous.

## Quelques exemples en physique
- Un domaine important est celui de la propagation de particules. La distribution angulaire concerne dans ces cas le nombre de particules traversant une surface élémentaire dS pendant le temps dt dans l'angle solide dΩ autour de la direction Ω

{\displaystyle \mathrm {d} N=f(\mathbf {x} ,t,{\boldsymbol {\Omega }})\,v\,\mathrm {d} t\,\mathrm {d} S\,\mathrm {d} \Omega }
où f est le nombre de particules par unité de volume et v leur vitesse.
Le vecteur correspondant à la densité de flux particulaire est donné par
{\displaystyle \mathbf {F} (\mathbf {x} ,t)=\int _{S^{2}}f(\mathbf {x} ,t,{\boldsymbol {\Omega }})\,{\boldsymbol {\Omega }}\,\mathrm {d} \Omega }
Au lieu du nombre de particules on peut s'intéresser à la quantité qu'elles transportent. Par exemple dans le cas de l'énergie on aboutit à la notion de luminance en remplaçant f par e f où e est l'énergie transportée par chaque particule. La luminance est L = v e f et F est l'exitance. Cette quantité est très utilisée pour les photons (v = c) mais s'applique également au transport de nombreuses autres particules : neutrinos en physique nucléaire, neutrons en neutronique, électrons, particules alpha ou ions en physique médicale.
- Un exemple de distribution aléatoire concernant des particules est celui de la diffusion élastique d'une molécule par une autre molécule. Le problème se réduit à la seule connaissance de la déviation au cours de l'interaction. Ce problème complexe se simplifie lorsque les molécules sont à symétrie sphérique : le problème est alors un problème plan, tout comme la diffusion élastique d'un photon par une particule (diffusion Thomson ou Rayleigh).
- Lorsque la longueur d'onde associée au photon est du même ordre de grandeur que l'obstacle avec lequel l'onde interagit on observe un phénomène de diffraction caractérisé là aussi par la distribution angulaire de l'onde diffractée. Ce genre de phénomène conduit aux diagrammes de rayonnement pour les ondes électromagnétiques. On observe le même phénomène lorsque l'onde est une onde sonore.
- Le tenseur défini plus haut apparaît dans certaines méthodes de résolution du transfert radiatif portant sur la luminance. Il s'agit du tenseur de pression radiative, analogue du tenseur des contraintes des équation de Navier-Stokes que l'on peut obtenir par la méthode de Chapman-Enskog à partir de la fonction de distribution microscopique des vitesses v = v Ω.
- Ce qui précède constitue le domaine d'applications le plus vaste mais il existe d'autres application de la distribution angulaire, par exemple les points de contact d'un élément d'un milieu granulaire.